# Arampampa (gemeente)
Arampampa is een gemeente (municipio) in de Boliviaanse provincie Bernardino Bilbao in het departement Potosí. De gemeente telt naar schatting 3.894 inwoners (2018). De hoofdplaats is Arampampa.

## Indeling
De gemeente bestaat uit de volgende kantons:
- Cantón Arampampa
- Cantón Charca Marcavi
- Cantón Huaycuri
- Cantón Humavisa
- Cantón Pararani
- Cantón Santiago
- Cantón Sarcuri
- Cantón Molle Villque